# C23H27NO
化学式C23H27NO（摩尔质量：333.475 g/mol）可能指：
- JWH-209，CAS号：864445-42-1
- JWH-252，CAS号：864445-40-9
- 地普托品，CAS号：604-51-3

|  | 这个同类索引页列出了具有相同分子式的化学物（即同分異構體）条目。 除非您是有意链接至本页，否则应将相应条目的内部链接指向正确的条目。 |